# Pjaozerskij
Pjaozerskij (in russo Пяозерский?; in careliano: Pääjärvi) è un insediamento di tipo urbano della Russia situato nella Repubblica di Carelia. Appartiene al rajon Louchskij.
L'insediamento è collegato da una linea ferroviaria a Louchi. A nord del villaggio si trova il Parco nazionale del lago Paanajärvi, un'area naturale protetta.